# História da astrologia
A astrologia aparece, sob alguma forma, em todas as culturas.

## Origens
As primeiras cartas estelares do Egito datam de cerca de 4 200 a.C. e, embora sejam astronômicas, não se pode afirmar que houvesse distinção, àquela época, entre astronomia e astrologia.
Historiadores afirmam que a astrologia surgiu na Suméria, por volta do IV milênio a.C. Por este motivo, durante muitos séculos, na Europa, os astrólogos foram chamados de caldeus. Uma das mais antigas referências foi encontrada em Nínive (Babilônia), na biblioteca de Assurbanípal. No entanto, a observação do céu à procura de presságios pode ser bem anterior, naquela região de clima imprevisível, onde as cheias dos rios Tigre e Eufrates não obedeciam um ritmo anual como as do Nilo.
Em tempos mais recentes, tem-se discutido a possibilidade de ser outra a origem da astrologia: a civilização do Vale do Indo, ou de Harapa. Em comum, essas duas civilizações compartilham a ênfase no papel das estrelas, pano de fundo e baliza do movimento do Sol e da Lua. Em Harapa teria se originado o conceito de nakshatra (sânscrito, "os imortais"), manazil (árabe) ou mansão lunar, que mais tarde daria origem ao zodíaco. Em ambas regiões o Sol causticante não é, como na fria Europa, o doador da vida, e sim a Lua, com as marés que provoca no mundo físico e nos seres vivos. Portanto, os nakshatras mediam a passagem da Lua pelo céu, sendo cada um destes asterismos a medida de arco média percorrida pela Lua em um dia.

## NaAntiguidade
Os sacerdotes caldeus nos legaram a primeira noção de zodíaco, ao observar que o Sol e a Lua cruzavam sempre as mesmas constelações dentro de uma faixa celeste que chamaram de Caminho de Anu. Contra o fundo de estrelas fixas, cinco estrelas errantes se moviam, os planetas, e seu caminho também se restringia ao espaço delimitado no céu pelo movimento aparente do Sol, a eclíptica. As eclipses eram, aliás, um dos mais importantes presságios para todos os povos antigos.
As previsões eram um guia para a agricultura, as cheias dos rios e outros fenômenos naturais, sendo depois estendidas para catástrofes decorrentes de ação humana, como guerras.
Fragmentos de documentos do reinado de Sargão da Acádia, (2 870 a.C.) mostram que as previsões eram feitas com base no movimento do Sol e da Lua, dos planetas, de cometas, meteoros e outros fenômenos. Mesmo as condições atmosféricas ao começo do dia, que possivelmente era medido a partir do pôr do sol, indicavam como seria o dia seguinte. Se esse dia era o primeiro do mês lunar, as previsões se estendiam para o mês, se era o primeiro do ano (medido pelo nascimento ou ocaso heliacal de determinada estrela), valiam para o ano.
Do tempo do rei assírio Assurbanípal (século VII a.C.) são as mais antigas efemérides escritas que nos chegaram. Isto mostra que, à época, o conhecimento dos ciclos dos planetas era suficiente para permitir elaborar tábuas de seu movimento.
A astrologia babilônica se dedicava a prever eventos que influenciavam a vida coletiva, através de seu efeito sobre o rei, que personificava o bem-estar do reino. Após a tomada de Alexandria é que a astrologia começou a estudar o homem. O horóscopo mais antigo para uma pessoa data de 20/04/409 a.C.. [carece de fontes?]
No Egito surgiu Hermes Trismegisto que, afirmam alguns, é o escritor de um livro, o livro de Thot. Esse livro foi resultado de sua Obra e é em si mesmo o Tarot. Dentro dessa Obra a relação astrológica é sempre muito clara em função da relação dos astros, os elementos e a natureza nas relações humanas. O mais conhecido livro de Hermes Trismegistus é a Tábua de Esmeralda que tem instruções a cerca do aperfeiçoamento espiritual humano. O Kaibalion, foi um livro escrito por 3 Iniciados que falam a respeito dos ensinamentos herméticos e suas leis.
Na Grécia foi fundada, por volta de 640 a.C., uma escola onde se ensinava astrologia. Aristóteles (que difundiu a ideia dos quatro elementos - água, fogo, ar e terra - influenciando o comportamento), Hiparco (que descobriu a precessão dos equinócios) e Ptolomeu (que apresentou em livros muito do que se sabe atualmente das bases principais da astrologia) são figuras importantes, que usavam a astrologia principalmente para reis e países. Mas ainda na Grécia este estudo se popularizou. Estudos demonstram que a Filosofia surgiu da astrologia.
Em Roma a astrologia era consultada pelo povo e por reis e rainhas, inclusive o Imperador Augusto cunhou moedas com o seu signo. E Tibério estudava o mapa astrológico dos seus rivais. Cláudio, porém, expulsou os astrólogos da Itália.
A decadência do Império Romano significou a decadência da cultura legada da Grécia e do Oriente. A astrologia caiu para um estado de superstição, fato que levou a Igreja Católica a condená-la, ignorando as referências astrológicas no Evangelho de Mateus (os reis magos) e no Apocalipse. Assim, Agostinho de Hipona, que estudara astrologia, a renega após sua conversão.

## NaIdade Média
A filosofia e a cultura clássicas sobreviveram durante a Idade Média européia graças aos árabes e ao Califado de Bagdá. Bagdá, capital do estudo astronômico no século X, foi sede também de uma astrologia de cunho empírico, estritamente prática e previsiva, como convinha a esse povo que criou o comércio internacional. O maktub árabe passaria a fazer parte da astrologia mediterrânea.
Isidoro de Sevilha (c. 636) foi um dos primeiros a separar astrologia e astronomia, embora ambas tenham sido separadas apenas no século XVI, quando o sistema de Copérnico substitui o de Ptlomeu.

### Astrologia árabe
O maior astrólogo árabe foi Albumazer. Seu livro Introductorium in astronomiuum foi um dos primeiros a ser traduzido, no início da Idade Média, na Espanha. Nas Universidades da Espanha e Itália havia cadeiras de Astrologia. Estudos indicam que a astrologia influenciou inclusive a Cabala.
Outro árabe importante foi Abu'l-Rayhan Muhammad Ibn Ahmad Al-Biruni.

### Difusão européia
Na Idade Mëdia da Europa surgem astrólogos e defensores da astrologia em vários países.
- Michael Scott (morto em 1235) a defendeu em seu Liber introductorium.
- Santo Alberto Magno (c. 1200-1280), em resposta à discussão entre teólogos sobre ser a astrologia "ciência legítima" ou "arte adivinhatória", separou a astrologia das associações pagãs que ganhara no ocaso do Império Romano. Percebeu o valor teológico da ciência e filosofia gregas a árabes e recuperou os ensinamentos esquecidos de Aristóteles.
- Tomás de Aquino (c. 1225-1274) viu os ensinamentos da astrologia como complementares à visão cristã.
- Na Universidade de Bolonha, onde estudaram Dante e Petrarca, a cátedra de astrologia foi instalada em 1125.

Na Idade Média os astrólogos eram chamados mathematici, pois a astrologia era a aplicação mais importante da matemática. A prática da medicina era baseada na determinação astrológica do tratamento adequado, portanto os médicos também eram matemáticoa (como Tycho-Brahe).
Dante expõe ao ridículo, no Inferno da Divina Comédia, os astrólogos Guido Bonatti (conselheiro de Guido de Médici) e Michael Scott, mas por misturarem eles necromancia à astrologia, abusando dos conhecimentos que tinham obtido.
Cecco d'Ascoli, professor de astrologia em Bolonha, foi queimado vivo na fogueira em 1327 não por ser astrólogo, mas por suas opiniões heréticas.

## Renascença
O Renascimento trouxe uma difusão da astrologia, apoiada inclusive pelo Papado.
Copérnico (seu trabalho sobre o heliocentrismo foi conhecido devido a um astrólogo - Reticus - que o imprimiu e acrescentou, com o consentimento do autor, um capítulo sobre Astrologia),  Paracelso (botânico), Nostradamus, Tycho Brahe (médico e astrônomo), Galileu, Kepler e Newton estudaram e usaram a astrologia.
Copérnico, ao propor o heliocentrimo, recuperava o conhecimento de Aristarco. Tycho-Brahe viria, com suas acuradas observações dos movimentos planetários, na Dinamarca, a fornecer dados para comprovar a teoria de Copérnico. Kepler foi assistente de Tycho-Brahe. Em seu Concerning the more certain fundamentals of astrology (1602), expõe em 75 teses a forma como o Sol, a Lua e os planetas influenciam os acontecimentos na Terra.
A astrologia e a astronomia eram, de início, um mesmo estudo. Tycho Brahe, por exemplo, nascido em 1546, era médico e astrônomo em Copenhague, mas também astrólogo do rei da Hungria.
Já na época de Isaac Newton, a astrologia já estava totalmente desacreditada, como pode ser visto pelo seu livro Diálogos astronômicos entre um cavalheiro e uma dama: em que a doutrina da esfera (celeste), usos dos globos (terrestres) e os elementos de astronomia e geografia são explicados.

## Tempos modernos
Pesquisadores modernos aplicaram à Astrologia o mesmo rigor científico que a qualquer outra hipótese testável. Os resultados foram negativos. Por exemplo, John Maddox, editor da revista Nature, comentou:
. . . one of the things we have published on astrology a few years back was a very carefully done study in California with the collaboration of 28 astrologers from the San Francisco area and lots of subjects——118 of them altogether——and lunar charts were made by the astrologers. It turned out that the people couldn't recognize their own charts any more accurately than by chance. . . . and that seems to me to be a perfectly convincing and lasting demonstration of how well this thing works in practice. My regret is that there's so many intelligent, able people wasting their time and, might I say, taking other people's money, in this hopeless cause.
... uma das coisas que publicamos acerca de astrologia alguns anos atrás, foi um cuidadoso estudo feito na California com a colaboração de 28 astrólogos da região de São Francisco e um bocado de analisados - 118 ao total. Cartas lunares foram feitas pelos astrólogos e verificou-se que os analisados não podiam reconhecer suas próprias cartas com mais precisao do que por acaso... isso me é uma convincente e derradeira demonstração do quão bem as coisas funcionam na prática. Meu desgosto é que há pessoas inteligentes, pessoas capazes perdendo seu tempo pegando o dinheiro de outras pessoas nessa causa perdida.

## Proibição da astrologia na França em 1682
Em 1675, estourou na França o maior escândalo do século que terminou, em 1680, por 36 condenações a morte e mais de duas mil de prisão. Ele leva o nome de Caso dos Venenos.
Membros da mais alta aristocracia real, por exemplo, Madame de Montespan, a favorita do rei Luís XIV e a marquesa Marie-Madeleine de Brinvilliers, estiveram envolvidas em atos de envenenamento, de bruxaria, de missa negra, de adoração de Satã... O ministro Colbert estabeleceu imediatamente que uma das origens dessa desordem estava na moda de frequentar oficinas de adivinhos e de astrólogos. 
Na época do caso dos venenos, “Paris contava com 400 consultórios de astrólogos e adivinhos, para uma população de 450 mil almas”; escrevem Arkan Simaan e Joëlle Fontaine.  “O entusiasmo pelas consultas – continuam esses autores - não era privilégio dos meios populares: as carruagens causavam engarrafamentos frente ao consultório de Primi Venturini, um charlatão italiano, que descreveu em suas memórias as astúcias com que lograva os crédulos. [...] O caso dos venenos tem sua raiz nesse contexto. Boa parte da nobreza estava diretamente implicada nesse caso criminoso, notadamente madame de Montespan, a favorita de Luís XIV. Descobriu-se que aquela gente toda se reunia em sabás, missas negras consagradas a Satã, e que esses sabás derivavam de “inocentes” consultas astrológicas. Pessoas inquietas consultavam os astrólogos e adivinhos buscando reconforto ou tentando se preparar para um futuro temido. Parte significativa da clientela constituía-se de moças casadas com maridos idosos, junto aos quais se entediavam: os “adivinhos” costumavam dar uma mãozinha às previsões de falecimento iminente do esposo, fornecendo a suas clientes... um frasco de veneno! 
O caso se encerrou em 1680 com numerosas condenações capitais, em particular a de La Voisin, que confessou ter enterrado mais de 2500 corpos de recém-nascidos no seu próprio jardim. Luís XIV publicou, dois anos mais tarde, um decreto banindo do reino os bruxos, astrólogos e adivinhos.”
Eis porque, em 1682, a astrologia foi completamente banida da Académie des Sciences da França, contrariamente à Royal Society da Inglaterra.

## Em outros países
Na Índia a astrologia Jyotish é usada habitualmente há longo tempo. Na China a astrologia continua a florescer. Ambas, bem como a astrologia reintroduzida no Egito no período helenístico, têm forte influência da astrolgogia grega, sendo portanto tardias.
O Tibete tem sua astrologia, mais recente, que é usada em diagnósticos médicos, entre outras utilidades.
Já os maias tinham uma astrologia autônoma, desenvolvida em seus observatórios astronômicos extremamente precisos.